# رد روستر
رد روستر یک رستوران فست فودی زنجیره ای استرالیایی است، که در سال ۱۹۷۲ پایه‌گذاری شد و این فست فودی در مرغ بریان، برگر مرغ و مرغ سرخ شده مهارت دارد، که طیف محصولات آنها همچون کباب کامل، نیمه بریان، برگر، سالاد، نوشیدنی و دسر می‌باشد. این رستوران متعلق به شرکت پی ای جی است که علاوه بر آن این شرکت مالک اوپورتو و چیکن تروت نیز می‌باشد.